# Cyperus dives
Cyperus dives là loài thực vật có hoa trong họ Cói. Loài này được Delile mô tả khoa học đầu tiên năm 1813.